# Artiora obscura
Artiora obscura là một loài bướm đêm trong họ Geometridae.